# 有名人のフォロー先にはスゴい人が!誰それフォロワーズ
『有名人のフォロー先にはスゴい人が!誰それフォロワーズ』（ゆうめいじんのフォローさきにスゴいひとが だれそれフォロワーズ）は、テレビ東京系列のソコアゲ★ナイト月曜枠（火曜日 0:12 - 1:00）で、2018年5月8日や5月15日に放送された特別番組。

## 概要
数百万人をSNSで超えるフォロワー数の芸能人が、誰をフォローしているか調査する芸能人フォロワー調査が番組コンセプト。

## 出演者

### 司会
- 大久保佳代子
- 石田たくみ（カミナリ）

### ナレーター
- 田島直弥（アイデンティティ）
- 森優子

## 放送日程
| 放送日        | スタジオゲスト | フォロワーゲスト | フォロワーゲストのFollower                          |
| ------------- | -------------- | ---------------- | --------------------------------------------------- |
| 2018年5月8日  | 武井壮         | 山田孝之         | 濱本祐介（濱本峰松園） Chocomoo Koki Kuroiwa 武井壮 |
| 2018年5月8日  | 武井壮         | 武井壮           | 山本圭一（鍛錬家）                                  |
| 2018年5月15日 | 池田美優       | 前園真聖         | 憲真                                                |
| 2018年5月15日 | 池田美優       | 筧美和子         | とんだ林蘭                                          |
| 2018年5月15日 | 池田美優       | 池田美優         | 神田優貴 はるさめ 北村栄蓮                          |
| 2018年5月15日 | 池田美優       | 大久保佳代子     | 佐藤洋行（元・明日図鑑）                            |